# Циклоп (предприятие)
„Циклоп“ АД е най-голямото строително предприятие в Царство България. Съществува от 1916 до 1947 г.
Предприятието е основано от Н. Дишков и Хр. Шишков през 1916 г. като Българско акционерно дружество за бетонни и железобетонни строежи с участието на германската фирма „Акерман и Сие“. През 1929 г. към акционерното дружество е привлечена още една германска фирма „Хохтиф“.
През 1930 г. предприятието, притежаващо голям парк със строителни машини, строи фабрики, държавни сгради, шосета, мостове, тунели. Годишно поръчките възлизат на 16 – 25 млн. лева. През 1942 г. капиталът ѝ е 15 млн. лева.
„Циклоп“ АД построява в София сградите на Съдебната палата, хотел „България“, Българска академия на науките, Българска народна банка, Министерство на вътрешните работи, северното и южното крило на Софийския университет, както и на ТЕЦ Перник и мост над река Марица в Пловдив.
От 1945 до 1947 г. съществува като смесено предприятие с Управлението на съветските имущества в България.